# Jakob Hurt
Jakob Hurt (22. července 1839, Laheda - 13. ledna 1907 Petrohrad) byl estonský lingvista, teolog a folklorista, jeden z hlavních představitelů estonského národního obrození. Známá je hlavně jeho snaha vydat soubor estonských lidových písní a poezie. Jeho studijní dráha je spojena především s městem Tartu, kde vystudoval jak gymnázium, tak i místní univerzitu.
Hurtova podobizna byla vyobrazena na bankovce v hodnotě deseti estonských korun.